# ビーケーワン
ビーケーワン（bk1）は、2000年から2012年まで事業を行っていた日本のオンライン書店サイト。
2012年5月17日より、大日本印刷グループとNTTドコモの合弁会社・株式会社トゥ・ディファクトが運営する「honto」に統合された。

## 概要
2000年7月に、図書館流通センターが母体となり設立した株式会社ブックワンにより運営開始。自社（ビーケーワン）サイトによる自社販売の他、三省堂書店（提携サイトに移行）、独ベルテルスマンによるBOL日本（廃止）、えきねっとbooks（廃止）などのオンライン書店事業を運営受託し、それらサイトと自社流通インフラを一体化した運営を行っている。2006年3月に、ブックワンは株式会社図書館流通センター(TRC)に吸収合併され、同社の運営となった。情報システムは富士通製。
2010年2月に、黎明期より洋書の取り扱いで業務提携関係にあった丸善とTRCが事業持株会社傘下に入る形での経営統合が行われ、両社はCHIグループ株式会社へ株式移転された。丸善が上場会社であった流れからCHIは新規上場となっている。それ以前のTRCは非公開会社のため詳しい業績や株主の出資比率等は具体的に発表されていないが、創業時よりシステム投資などのインフラ整備がかさみ、売り上げが損益分岐点を下回り赤字決算が続く事態が続き、2006年に債務超過に陥っていたことが判明している。
2012年に、図書館流通センターの実質的な親会社である大日本印刷グループとNTTドコモの合弁会社トゥ・ディファクトが運営する電子書籍販売サイト「honto」と同年5月中旬に統合することが発表された。同年5月1日より運営会社がトゥ・ディファクトへ移管し、同月17日に「honto」に統合された。
オンライン専業書店の競合会社として、Amazon.co.jp、セブンネットショッピング（旧:セブンアンドワイ←イーエスブックス=7&iとヤフージャパンの合弁事業で現在は7&iの連結子会社）、Honya Club.com （旧：本やタウン、日販直営）、e-hon （トーハン直営）、ブークス（寺田倉庫系）などが挙げられ、実店舗と兼営している会社としては、JBOOK（文教堂書店）や紀伊國屋書店などがある。

## ロジスティクス（物流）
出資母体であるTRCの図書館納本向けに設置された東京都内の倉庫を共用化させたことにより、新刊の和書（専門書含む）を中心に自社流通倉庫の在庫が豊富であり、そこに在庫のある書籍【24h出荷】は、盆正月を含む年中無休で当日出荷が行われるのが特徴である。およそ300万冊に上る膨大な書誌データベースについては、TRCが図書館向けに卸している『MARC』というシステムを供用している。
自社在庫の無い書籍でも日本出版販売・トーハンなどの大手出版取次の流通倉庫に在庫があれば【2-3日出荷】、発注後3日以内に発送が行われる。2009年3月27日より雑誌の取り扱いも開始した。
以上に該当しない書籍【14日-】は出版社から取寄せとなるため、日数を要する。場合によっては絶版として入手不可の場合もある。
2008年より、HMVJAPANのオンラインショップで販売しているCD/DVDなどの在庫有り商品についても、【2-3日出荷】扱いで取り扱っている。

### 国内宅配
サイト開設の黎明期よりヤマト運輸の「宅急便TODAYサービス」の活用によって、関東地方のサービス地域においては午前10時29分までに受注したものは当日夜までに配達され、それ以外の地域あるいは10時30分以降の受注についても、南九州・沖縄や島嶼といった遠隔地を除いて概ね翌日配達が行われる。黎明期は全て宅急便による発送であったが、2002年より少量の荷物については、オプションの『特急便（宅急便出荷）』指定【送料+250円】を行わないとクロネコメール便での出荷となり、最短でも2日（2007年にメール便の商品性改定により更に+2日程度）要する。
送料は商品の注文価格が税抜1500円以上であれば無料。出荷商品がメール便の封入容量を超過する場合は、オプション指定をしなくとも宅急便での発送となり、1500円以上の注文価格であれば送料完全無料で宅急便での発送(TODAYサービス対象地域であればそれも適用)となる。TODAYサービスについては、かつてヤマト運輸グループであったブックサービスにおいても導入せず、黎明期のオンライン書店で導入しているのはビーケーワンのみである。競合するAmazon.co.jpが佐川急便の配送網を活用した同等の「当日お急ぎ便（料金500円）」を導入したのは2009年に入ってからである。

### 駅宅配
2001年よりジェイアール東日本ネットステーションと提携し、同社がジェイアール東日本物流の物流網を活用して提供する駅売店での宅配商品受け取りサービス「@Station」を開始し、NEWDAYSなどで受け取りができるようになった。先行事例としては、1999年からイーエスブックス（現セブンネットショッピング）がセブン-イレブン店舗レジでの商品受取・代金引換サービスが実施されていた。
また、えきねっとサイト上においてもbk1サイトとは別に受託運営した「えきねっとbooks」というサイトが2002年頃から2007年まで存在し、TODAY便等一部サービスは利用できないものの、bk1サイトと同じ品揃えで購入金額に応じたえきねっとポイントが付与された。2005年にえきねっとポイントモールの開始に伴いサービスが終了し、bk1のアフィリエイト提携に移行した。
なお、2008年7月に@StationについてはJR側のサービス終了に伴い取りやめとなった。このほか2002年-2005年頃にかけて小田急電鉄やJR東海の一部駅売店でも同様の宅配サービスが実施されたが終了している。

### 海外宅配
以下の発送方法で海外への出荷も行っている。
- 日本郵便によるEMS便
- 海外新聞普及によるOCS（国際宅配）便
- 日本郵便による国際郵便 - 航空扱い・エコノミー航空便・船便

## 支払方法
- クレジットカード決済（JALカード特約店:JMB以外のアフィリエイト経由の利用でも適用）
- bk1ポイントの利用

以下は配送先が国内の場合のみ利用可
- @niftyのiREGi経由によるクレジットカード払い
- 宅急便コレクトサービスによる代金引換（現金払いのみ。注文金額が15,000円未満の場合は代引手数料が別途課金）
- コンビニエンスストア店舗の収納代行利用による商品受領後の後払い（15000円未満のみ）
- ジェーシービーグループ会社発行のJCBカードに付帯するOkiDokiポイント利用
- インターネットバンキング振込決済（三菱東京UFJダイレクト（旧東京三菱）・みずほダイレクト・ジャパンネット銀行・楽天銀行）
- モバイルSuicaアプリ・Suicaインターネットサービス利用によるSuicaショッピングサービスのSF残高を利用した決済
- Edy Viewer利用によるEdyバリュー残高を利用した決済（PCにFelicaポートの搭載かPaSoRi接続が必須）

## モバイルビーケーワン
2006年よりサービスを開始した携帯電話のWebサービス向けのショッピングサイトである。書籍の検索機能や流通面はPC版のビーケーワンと共用であるが、会員（ユーザーID）機能は独立した別個のものである点に注意を要する。
オンライン専業書店としては初のモバイルSuicaアプリ・Edyモバイルアプリを利用した電子マネー決済に対応している。
開設当初は勝手サイトであったが、2007年からiモードの公式メニューサイトに登録され、iモードブラウザを立ち上げなくても書籍検索・注文が可能なiアプリの提供が開始されている。
PCからモバイルビーケーワンのURLへアクセスするとPC版へリダイレクトされる。

## アフィリエイトサイト
Amazonアソシエイトと同等にアフィリエイトの運営を行っており、Webサイトを持つ個人や団体を対象に募集している。また、ポイントサービスを実施する企業が運営するネット会員向けのアフィリエイトサイトを介することで、その企業のポイント・マイルが積算される「提携サイト」形態もある。ただし、一部の提携サイト利用時ではbk1サイト上でのbk1ポイント積算やキャンペーンが適用除外となるため、注意書きなどを参照するとよい。
主な提携サイト
- 三省堂書店の「クラブ三省堂」
- JALマイレージバンクの「eマイルパートナー」（2007年から提携）
- JALファミリークラブ
- ジェーシービーによる「OkiDokiランド」（ジェーシービーグループ発行のOkiDokiポイントプログラム適用のMyJCB利用会員が対象）
- えきねっとポイントモール
- ネットマイル
- Gポイント
- セディナの「セディナモール」
- セシールの「ポイント劇場」

福利厚生用途によるもので、所属者のみ利用可能なもの。
- 千葉県学校生活協同組合（教職員組合）
- 東日本旅客鉄道株式会社
- マイクロソフト株式会社

## 沿革
- 2000年
  - 図書館流通センター (TRC)、日経BP社、NTT-X、アスクル、日本経済新聞社、富士通、電通の7社が出資して株式会社ブックワンを設立。
  - 7月11日 - bk1事業開始。
- 2001年
  - 1月 - 丸善と資本・業務提携。同社から洋書の仕入れを開始
  - 9月19日 - ドイツ・ベルテルスマンのDirect groupによって当時世界規模で展開していたオンライン書店「BOL日本法人（ビー・オー・エル・ジャパン）」より事業譲受を締結し、BOLは日本での自主運営を断念。ブックワンが同年10月よりbk1サイトと並行で運営した。BOLは2002年5月末で日本から撤退し、Bk1のインフラを用いたBOL Japanの販売サイトも閉鎖された。
- 2004年12月1日 - サービス名と社名を統一するため、ブックワンがビーケーワンに社名を変更。DVDソフトの定価販売を始める。
- 2005年9月 - 債務超過解消のため、ビーケーワンがTRCの100%子会社となる。
- 2006年3月1日 - ビーケーワンが親会社のTRCと合併し、TRCのビーケーワン事業部となる。
- 2007年7月7日 - 情報システムの更新と同時にbk1.jp にドメイン変更され、2010年現在のレイアウトにリニューアルされた。システムの更新により、ユーザー側のベネフィットとしてショッピングバスケット機能が強化された（注文商品の入荷順から分割出荷を行う機能追加など）が、1ヶ月間程度は書籍検索などページ遷移のレスポンスが著しく低下した。HMVJAPANのオンラインサイトで取り扱うDVD・CD商品の販売も開始された（提携倉庫の在庫によるもので、当日出荷は不可）。
- 2008年7月31日 - 首都圏のJR東日本の駅店舗での受け取りを可能としていた@station終了に伴い、@stationでの注文受付を終了。
- 2010年 - 丸善と事業持株会社の株式会社CHIグループを設立して経営統合し、大日本印刷の傘下に入った。大手書店に属さないオンライン書店と大手書店との合併は日本初である。
- 2012年5月17日 - 株式会社トゥ・ディファクトが運営する「honto」に統合され、同サイトの通販部門となった。